# Zágrábi rakétatámadás
A zágrábi rakétatámadás (horvátul:  Raketiranje Zagreba) a Krajinai Szerb Köztársaság hadserege által 1995. május 2-án és május 3-án végrehajtott rakétacsapás volt, amelyet több rakétavetővel hajtottak végre a horvát főváros ellen a horvát függetlenségi háború idején. A támadásban, melyet a Horvát Hadsereg Villám hadművelete megtorlásaként hajtottak végre hét ember meghalt és több mint 200 horvát és külföldi polgári személy sebesült meg. A rakétacsapások szándékosan polgári helyszínekre irányultak. A több várost ért támadás közül a Zágrábot ért támadás volt a legnagyobb. Nem ez volt az egyetlen eset a horvátországi háborúban, hogy kazettás bombákat használtak.
A volt Jugoszláviával foglalkozó nemzetközi büntetőtörvényszék (ICTY) emberiesség elleni bűncselekményként minősítette a támadást, és elítélte a támadás elrendelésében bűnös Milan Martić horvátországi szerb vezetőt.

## Előzmények
A horvátországi háború korai szakaszában a horvát főváros Zágráb megmenekült a pusztítástól, mivel messze volt a frontvonalaktól. Milan Čeleketić szerb tábornok 1995. március 24-én, több mint egy hónappal a támadás előtt bejelentette a sajtónak, hogy ha horvát offenzívát indítanak, arra olyan „gyenge célpontok” elleni támadással válaszol, mint a horvát városok közterületei és hozzátette: „Tudjuk, kik élnek a parkokban, civilek.” 
1995 májusában Horvátország elindította a Villám hadműveletet, amely visszafoglalta Nyugat-Szlavónia terülketét, amely 1991 óta szerb ellenőrzés alatt állt. A szomszédos Bosznia, a Boszniai Szerb Köztársaság vezetője, Radovan Karadžić azzal fenyegetőzött, hogy segítséget küld a horvátországi szerbeknek. Miután a térségben a szerb védelem gyorsan összeomlott, a szerb vezető Milan Martić elrendelte az önjelölt Krajinai Szerb Köztársaság tüzérségi egységeine, hogy rakétákat lőjön ki Zágráb városára. Zágrábon kívül Károlyváros és Sziszek is megtorló támadások célpontjai voltak.
A jugoszláv gyártású M87 „Orkan” 262 mm-es rakéta-sorozatvető (MRL) M-87-es,  vezérlés nélküli rakétákat lő ki. A Zágráb ellen kilőtt rakétákat kazettás bomba (úgynevezett „Jinglebell”) robbanófejekkel látták fel, amelyek mindegyike 288 „bombát” (azaz kisebb robbanófejet) tartalmaz, amelyeket 1000 méterrel a célterület felett, a magasban szór szét. Becsapódáskor minden bomba felrobban, és 420 db pellet szabadul fel, amelyek halált okozó hatótávolsága egyenként tíz méter. Ez azt jelenti, hogy minden rakéta körülbelül 120 000 ilyen pelletet bocsát ki, amelyeket kifejezetten a helyben tartózkodó gyalogság megölésére vagy megcsonkítására terveztek.

## A támadás lefolyása
Május 1-jén az RSK vezetői találkozót tartottak. Bár a tárgyalások folytak, Martić és Čeleketić nem támogatta a békés megoldást. Május 1-jén 13 órakor Martić jelenlétében Milan Čeleketić tüzérségi csapást rendelt el Sziszekre, amelyet aznap délután 5 órakor hajtottak végre. Ugyanezen a napon egy M-87 Orkan rakétavető tüzéregységet vezényeltek Kninből Vojnićra (Zágrábtól kb. 50 km-re délre).
A Zágrábot ért első támadás május 2-án, délelőtt 10 óra 25 perckor történt. Abban az időben sok civil volt az utcán. A célpontok között volt a Strossmayer sétány, a Petrinjska utca és a Vlaška utca, ahol többek között eltaláltak egy utasokkal teli villamost. A belvárosban található zágrábi Klasszikus Gimnáziumot is csapás érte csakúgy, mint Zágráb repülőterét. Az első csapásban összesen öt civil halt meg és 146-an  sebesültek meg.
A második támadás másnap, délután 12 óra 10 perckor történt. A Klaićeva utcai gyermekkórház, a Horvát Nemzeti Színház épülete (amelyben akkoriban orosz, ukrán és brit balett-táncosok laktak, akik közül néhányan megsebesültek) és a Nikola Šubić Zrinski téri bírósági épület voltak a csapás sújtotta épületek között.
Két civil még aznap meghalt és 48-an sérültek meg, ami már kevesebb volt, mint egy nappal korábbi esetszám, mivel az első támadást követően már sokan elkerülték a közterületeket. A legtöbb rakéta a városközpontot és a környező utcákat célozta, amelyek délelőtt nagy valószínűséggel megteltek civilekkel. A két támadásban összesen hét ember vesztette életét és körülbelül 200-an sérültek meg (ebből körülbelül százan súlyosan).

## Következmények
Május 3-án Slobodan Milošević, Szerbia akkori elnöke utasította Momčilo Perišićet, a jugoszláv hadsereg vezérkari főnökét, hogy hívja fel Čeleketićet, és tiltsa meg a további csapásokat Zágráb ellen.
Május 4-e és a Villám hadművelet befejezése után Jaszusi Akasi ENSZ-különmegbízott találkozott Martićtyal, és elítélte a támadásért. Martić azonban azzal fenyegetőzött, hogy folytatja a támadásokat, és olyan Zágráb elleni hatalmas rakétatámadásokról beszélt, amelyek 100 000 ember halálát okozzák.
2013. október 10-én, 18 évvel a támadások után, a klaićevai gyermekkórház tetején egy kazettás bombát fedeztek fel, amely nem tudott felrobbanni. Miután több betegen elvégezték a műtétet, a zágrábi rendőrség bombaelhárító osztálya engedélyt kapott a lőszer felrobbantására. A detonációban senki sem sérült meg.
2013 májusában Milan Bandić város polgármestere a tragédiának szentelt múzeumot nyitott a Petrićeva utcában.

### A háborús bűnösök felelősségre vonása
Közvetlenül a támadásokat követően Martić megjelent a szerb televízióban, és nyilvánosan dicsekedett a támadások elrendelésével. Ezt a videót később felhasználták ellene a volt Jugoszláviával foglalkozó Nemzetközi Törvényszék (ICTY) tárgyalása során, miután háborús bűnök miatt vádat emeltek ellene. Az ellene indított vádemelésnek a Zágráb elleni támadás volt az egyik fő pontja, amelyet bevallott, de azt állította, hogy ez „jogos fellépés volt az ellenség ellen”. 2007. június 12-én 35 év börtönbüntetésre ítélték.
Perišić ellen is vádat emeltek a rakétatámadásban játszott szerepéért, és 27 év börtönbüntetésre ítélték, mivel a bírák úgy ítélték meg, hogy tényleges ellenőrzést gyakorolt az SVK parancsnokai felett, továbbá ő volt a felelős azért, hogy nem sikerült megbüntetni azokat, akik közvetlenül a rakétákat elindítottak Zágrábra. 2013 februárjában Perišićet minden vádpontban felmentették, és szabadlábra helyezték.

## Fordítás
Ez a szócikk részben vagy egészben  a   Zagreb rocket attacks című angol Wikipédia-szócikk ezen változatának fordításán alapul.  Az eredeti cikk szerkesztőit annak laptörténete sorolja fel. Ez a jelzés csupán a megfogalmazás eredetét és a szerzői jogokat jelzi, nem szolgál a cikkben szereplő információk forrásmegjelöléseként.